# Spilomena earlyi
Spilomena earlyi är en biart som beskrevs av Harris 1994a. Spilomena earlyi ingår i släktet Spilomena och familjen grävsteklar. Inga underarter finns listade i Catalogue of Life.